# Cerastium kasbek
Cerastium kasbek är en nejlikväxtart som beskrevs av Parrot. Cerastium kasbek ingår i släktet arvar, och familjen nejlikväxter. Inga underarter finns listade i Catalogue of Life.